# Holme (Noorwegen)
Holme is een plaats in de Noorse gemeente Meland, provincie Vestland. Holme telt 627 inwoners (2007) en heeft een oppervlakte van 0,5 km².